# Franz Thomas Schleich
Franz Thomas Schleich (* Januar 1948 in Tomnatic (deutsch Triebswetter), Volksrepublik Rumänien) ist ein rumäniendeutscher Schriftsteller und Publizist.

## Leben
Franz Thomas Schleich gehört zu den Donauschwaben im rumänischen Teil des Banats, das im Grenzgebiet zu Ungarn und Serbien gelegen ist. Er veröffentlichte in seiner rumänischen Heimat ab Ende der 1970er-Jahre mehrere Gedichtbände in deutscher Sprache und arbeitete für die Neue Banater Zeitung (NBZ) in Timișoara. Der damalige Chefredakteur der NBZ, Nikolaus Berwanger versammelte eine Gruppe junger rumäniendeutscher Schriftsteller um sich, der außer Schleich unter anderem Horst Samson und William Totok sowie die spätere Literaturnobelpreisträgerin Herta Müller und deren früherer Ehemann Richard Wagner angehörten.
Anfang der 1980er-Jahre stellte Schleich einen Ausreiseantrag, dem stattgegeben wurde, nicht zuletzt auf Vermittlung des damaligen Bundesaußenministers Hans-Dietrich Genscher. Der Journalist schrieb danach regimekritische Artikel in der Zeitschrift Stern.
Das politische Fernsehmagazin Report Mainz des SWR berichtete in einer Fernsehsendung am 11. Januar 2010 in der ARD, dass er Herta Müller und Horst Samson in den 1980er-Jahren für den rumänischen Geheimdienst Securitate unter dem Decknamen Voicu bespitzelt haben soll.
Franz Thomas Schleich lebt in der Nähe von Ludwigshafen am Rhein, wo er in der Kommunikationsabteilung eines Bodenbelagskonzerns arbeitete.

## Werke
- Spät im Jahr. Gedichte. Editura Litera, Bukarest 1978.
- Vereinbarung durch Handschlag. Facla-Verlag, Temeswar 1980.
- Warten auf das Klopfzeichen. Lyrik. J.G. Bläschke Verlag, St. Michael 1982, ISBN 3-7053-1777-6.